# Leggenda di Bianca di Collalto
La leggenda di Bianca di Collalto è una leggenda che riguarda la famiglia comitale dei Collalto.
Essa narra di una giovane e bella ancella che sarebbe stata murata viva a causa della gelosia della sua padrona. Il suo fantasma si manifesterebbe ai componenti della famiglia Collalto vestito di bianco per annunciare gioie oppure di nero per annunciare sciagure.

## La leggenda
La contessa Maria di Collalto rilasciò, nel maggio del 1925, un'intervista al giornale austriaco Neues Wiener Journal. 
Qui presenta la storia iniziando dalla lotta tra le due famiglie più potenti dell'entroterra della Repubblica di Venezia: i Da Camino a Ceneda ed i Collalto a Treviso. Entrambi di origine longobarda, questi due casati si dettero battaglia per secoli prima di arrivare alla pace.
Questa fu confermata dal matrimonio del conte Tolberto di Collalto con Chiara Da Camino (od Aicha). Qui entra in gioco Bianca: ella era figlia di un dipendente dei Collalto, forse orfana, e fu allevata con i figli del conte precedente che, così, vi si erano affezionati. Tolberto la mise poi a capo della servitù femminile di Chiara. Ma questa pare avesse un carattere particolarmente geloso, tanto che Tolberto, quando ebbe occasione di partire per una guerra, pare non ne fosse molto dispiaciuto.

Torre e palazzi del castello di Collalto ad inizio '900

Il giorno della partenza, dal castello di Collalto, però, il conte entrò armato nella stanza della coppia, dov'era Chiara. Qui vi era anche Bianca, che stava pettinando la padrona. Uscendo, la contessa vide attraverso lo specchio che il marito salutava Bianca, la quale aveva le lacrime agli occhi.
Quando il conte fu distante, presa dalla gelosia la fece imprigionare nelle carceri e, benché dicesse di non aver avuto nessuna relazione d'amore con Tolberto, la fece murare viva in una torre del castello, probabilmente nella sua stanza.
Al ritorno Tolberto cacciò Chiara per il gesto che aveva compiuto o, secondo un'altra versione, si accontentò alla notizia che Bianca era morta.
Da allora, secondo la tradizione, il fantasma di Bianca appare alla famiglia Collalto quando sono vicine gioie o catastrofi: dalle testimonianze, Bianca apparirebbe con una veste bianca e, nel caso di sventure, con un velo nero sul volto.
Dalla leggenda fu liberamente tratto lo spettacolo teatrale "La vendetta di Aica", del Gruppo Giovani di Collalto, recitato il 16 settembre 2001.
Domenica 22 agosto 2010, sotto il titolo “In Bianca tempore”, la vicenda di Bianca di Collalto è stata messa in scena dall'Associazione Antica Fiera di Santa Lucia di Piave, proprio nell'antico borgo di Collalto.
Il 19 aprile 2011 è stato presentato a Collalto La leggenda di Bianca, libro postumo di Antonio Foltran, curato per la parte storica da Antonio Menegon. La versione della leggenda pubblicata nel libro si rifà a quella di Pasquale Negri che vuole la castellana di origine tedesca e non una Da Camino come nella versione di Francesco Dall'Ongaro.
Dal 2012 hanno luogo a Collalto delle passeggiate storiche sui luoghi di Bianca di Collalto, in concomitanza con il Mercatino dell'Antiquariato (2ª domenica del mese). A giugno e a settembre, passeggiata sui luoghi di Bianca; aprile, maggio, luglio e ottobre, passeggiata storica nella Collalto medievale.
La leggenda di Bianca è stata brillantemente trasposta in musica, per la prima volta, dal maestro Giorgio Susana, su libretto di Nicola Bergamo, i quali hanno dato vita ad un dramma musicale lirico-moderno per coro, orchestra e voci soliste, in un atto e 12 scene.

## Apparizioni

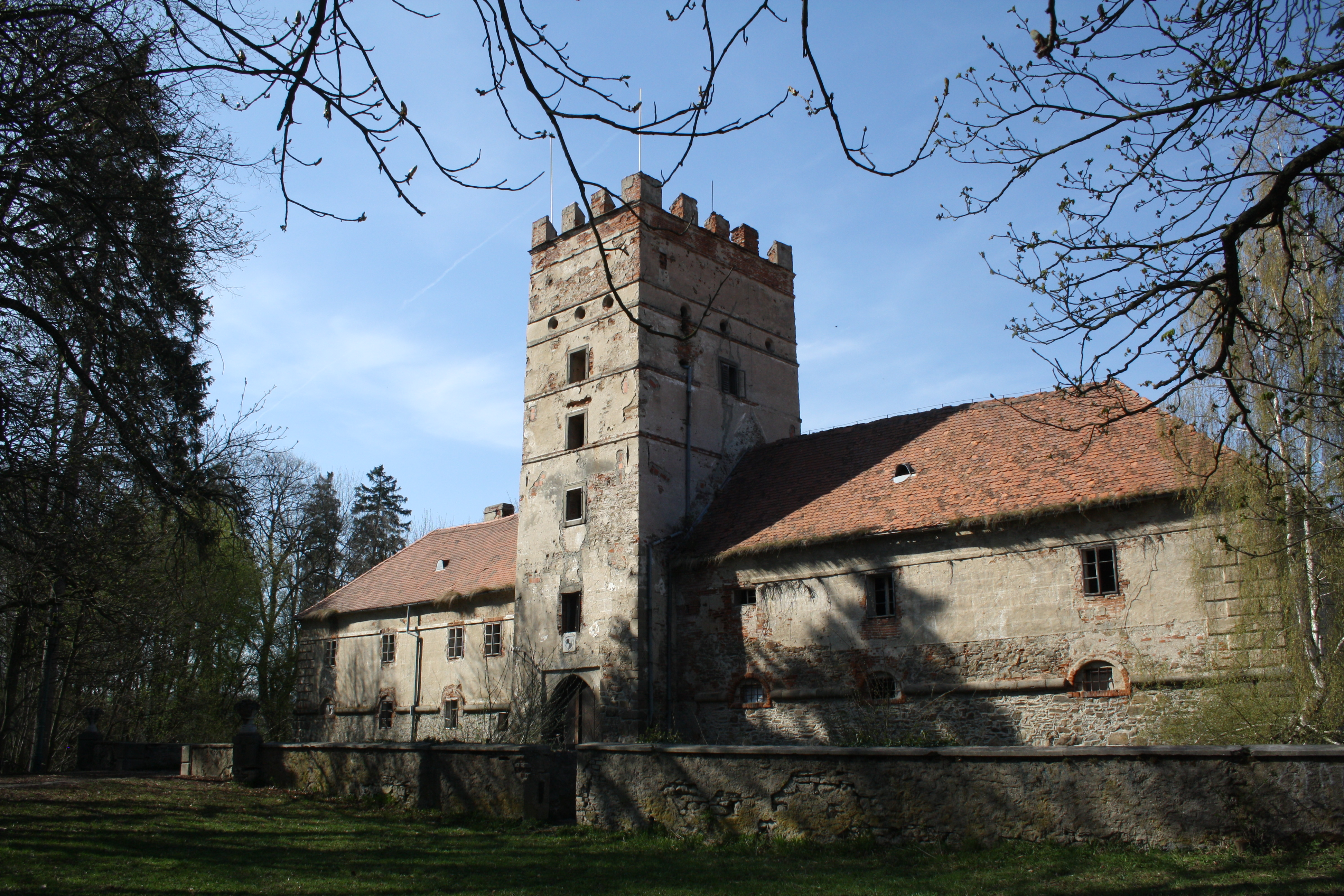
Castello di Pirnitz in Moravia

Si racconta che il nonno di Maria di Collalto, il principe Solmshich, vide Bianca nel castello di Pirnitz (in Moravia) quando questi chiese la mano della futura moglie.
Un'altra apparizione si ebbe quando morì il fratello di Maria (Rambaldo).
Maria riporta, però, che non vi furono apparizioni all'epoca della grande disgrazia costituita dalla Grande Guerra.